# Corc de les flors de la perera
El corc de les flors de la perera (Anthonomus pyri) és una espècie de coleòpter polífag de la família dels curculiònids. El corc destrueix els capolls de flors o de fulles de la perera. També se l'ha senyalat en pomeres i albercoquers. Una infecció menor pot ser positiva, ja que evita que hi hagi massa fruites petites. En cas d'infecció massiva pot reduir-se considerablement la collita.

## Descripció i cicle biològic
L'adult mesura entre 2,8 i 4,5 mil·límeres sense el rostre, són de color marronós. El protòrax té una cinta estreta transversal de pells blancs, així amb una cinta més llarga recoberta de pèls blancs a la part posterior dels èlitres. Els adults s'assemblen molts als corcs de les flors de la pomera i de visu són molt difícils per diferenciar. Les larves, ans al contrari, es diferencien per la forma, pel seu hàbitat i pel cicle biològic. Són blanques, amb cap marró. Els ous són blancs, ovals, sovint de forma més irregular degut a la forma de l'espai dins del capoll.
Fan una generació per any. Hiverna en estadi de larva, o d'ou a les zones més septentrionals dins dels capolls generatius de l'hoste. A la primavera, la larva devora l'interior del capoll, i la pupació es fa d'abril a maig. Després de la floració els adults mosseguen un forat i fan una diapausa estival a l'escorça o a baix de l'arbre. Surten a la tardor per a copular. La femella posa entre deu i vint-i-cinc ous.

## Plaga i tractament
Són sobretot les larves que són nocives. Tot i això, una infecció lleugera pot ser beneficiosa, ja que prové que l'arbre tingui un excedent de fruites, de qualitat menor. A la primavera, els arbres molt infectats s'assemblen a arbres cremats pel gel. El control tradicional amb pesticides es fa després de la collita abans la posta. Mitjons de quitrà al tronc poden impedir que les adultes pugin per anar a pondre. Emblanquinar els troncs de calc també ajudaria. També les larves es poden controlar manualment en posar veles sota les arbres i agitar els troncs, i després recollir i cremar-les.